# Jordi Altena
Jordi Altena (Gorinchem, 4 december 2003) is een Nederlands voetballer die doorgaans als middenvelder speelt. Hij verruilde in 2025 De Treffers voor RKC Waalwijk.

## Carrière
Altena begon op 4-jarige leeftijd te voetballen bij VV Sleeuwijk. Nadat hij één wedstrijd mee mocht voetballen bij de D2 van zijn broer werd Altena gespot door een scout van FC Dordrecht en kwam daardoor in 2014 via de voetbalschool terecht in de jeugdopleiding van FC Dordrecht waarna hij in 2018 naar SBV Vitesse verkaste. Bij Vitesse werd hij als speler van onder 17 in februari 2020 uitgeroepen tot Talent van de Maand! (bovenbouw).
In juni 2021 tekende Altena zijn eerste profcontract bij Vitesse. Hij zette zijn handtekening onder een verbintenis tot medio 2024. Bij de voorbereidingen op het seizoen 2023/24 werd Altena door trainer Phillip Cocu bij de voorbereidingen gehaald. Op 24 september 2023 maakte Altena zijn debuut voor het eerste elftal. In de met 1–0 verloren uitwedstrijd tegen Sparta Rotterdam kwam hij in de 87e minuut in het veld als invaller voor Ramon Hendriks.
Medio 2024 maakte hij de overstap naar De Treffers. Hier speelde hij 27 wedstrijden. In die duels wist hij drie keer te scoren en gaf hij acht assists.
Medio 2025 verkaste Altena naar RKC Waalwijk. De middenvelder had een clausule in zijn contract dat hij tot 1 juli kon overstappen naar een betaald voetbal organisatie en maakte hier gebruik van. 

## Clubstatistieken
| Seizoen | Club         | Competitie     | Competitie | Competitie | Beker | Beker | Overig | Overig | Totaal | Totaal |
| Seizoen | Club         | Competitie     | Wed.       | Dlp.       | Wed.  | Dlp.  | Wed.   | Dlp.   | Wed.   | Dlp.   |
| ------- | ------------ | -------------- | ---------- | ---------- | ----- | ----- | ------ | ------ | ------ | ------ |
| 2023/24 | Vitesse      | Eredivisie     | 2          | 0          | 0     | 0     | 0      | 0      | 2      | 0      |
| 2024/25 | De Treffers  | Tweede divisie | 27         | 3          | 0     | 0     | 0      | 0      | 27     | 3      |
| 2025/26 | RKC Waalwijk | Eerste divisie | 0          | 0          | 0     | 0     | 0      | 0      | 0      | 0      |
| Totaal  | Totaal       | Totaal         | 29         | 3          | 0     | 0     | 0      | 0      | 29     | 3      |

Bijgewerkt t/m 24 juni 2025.